# GDAL
GDAL(Geospatial Data Abstraction Library) は、OSGeo財団がX/MITライセンスにより提供している、ラスターおよびベクター地理空間情報データフォーマットのための変換用ライブラリである。ライブラリとして、 サポートしている全てのフォーマットのためのラスターおよびベクター単一抽象データモデルを、呼び出し側アプリケーションに対し提供している。また、データの変換や処理に便利な多種多様のCUIユーティリティも用意されている。
Ver1.3.2まではFrank Warmerdamにより開発され、後にOSGeo財団のGDAL/OGR管理委員会に移管された。類似ライブラリとしてGDALから派生しベクターフォーマットを扱うOGRがあったが、GDAL 2.0リリース以降、GDALに統合された。GDALとOGRは共に広範な機能を有し、商用GISコミュニティ内においても広く利用されており、膨大なデータを扱う分野の自由ソフトウェアとして主要なプロジェクトの一つとみなされている。
主要なGISソフトウェア（記事があるソフトウェアとしては、ArcGIS、Google Earth、GRASS GIS、MapServer、Quantum GIS、NASA World Wind、R言語など）の中にはGISフォーマットファイルの読み取りやデータ出力の際にGDAL/OGRライブラリを利用するものも存在する。
現在、GDALは140以上のラスターフォーマットと、80以上のベクターフォーマットをサポートしている。ラスターフォーマットとしてはGeoTIFF、Erdas Imagine、SDTS、ESRI Grids、ECW、MrSID、JPEG2000、DTED、NITF、GeoPackageなどが、またベクターフォーマットとしてはGeoPackage、ESRI Shapefile、GML、GeoJSON、AutoCAD DWG、MapInfo、ESRI Coverages、ESRI Personal Geodatabase、DGN、PostGIS、Oracle Spatialなどがこれに含まれる。